# 賀知章

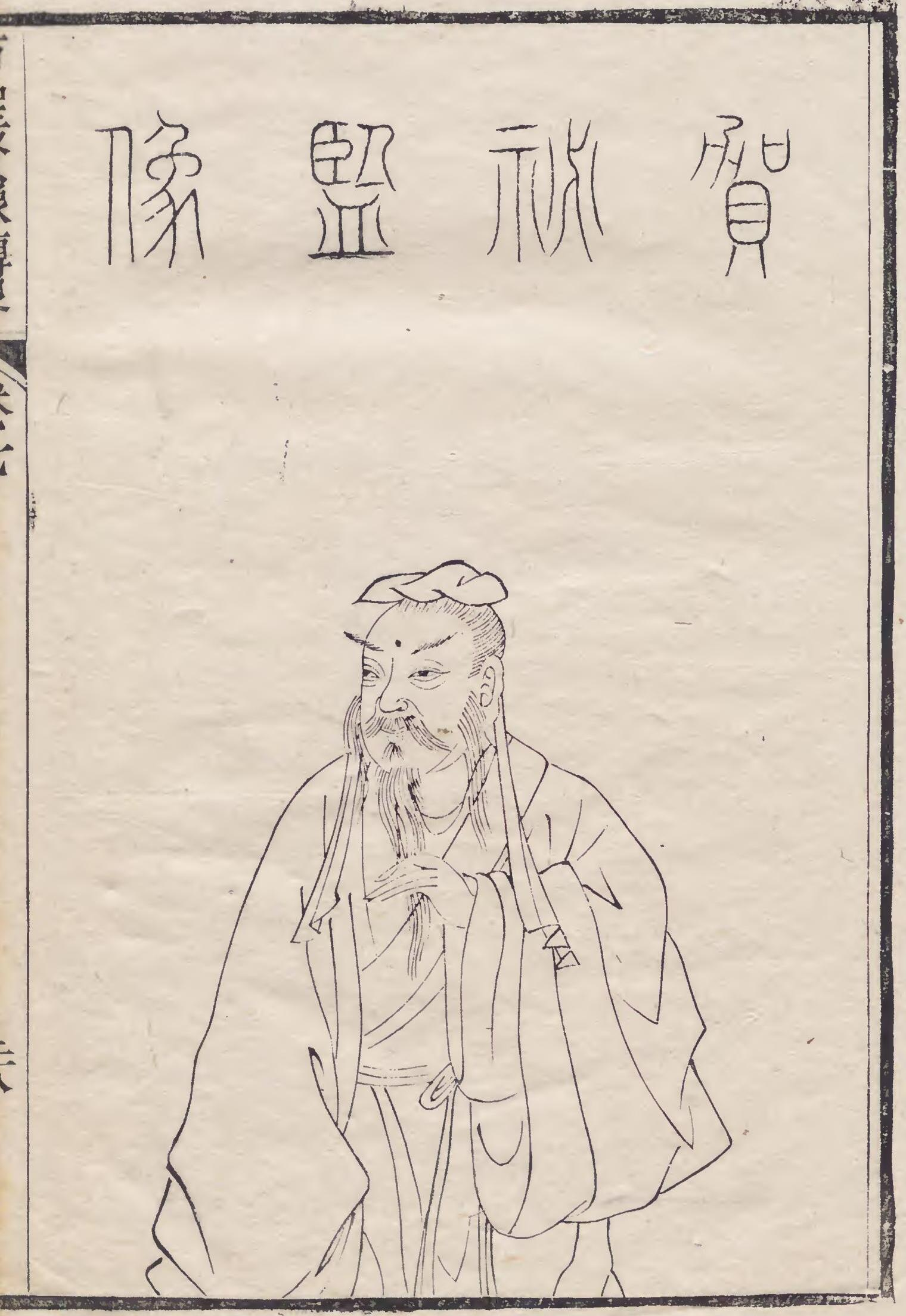
賀知章

賀 知章（が ちしょう、659年 - 744年）は、中国唐代の詩人・書家。字を季真、または維摩という。会稽郡永興県の人。

## 略歴
玄宗に仕え、開元年間に礼部侍郎となり、集賢院学士を加えられ、転じて工部侍郎に移り、秘書監を授けられた（賀監（がかん）の異称はこの官職名による）。晩年には官を辞して帰郷し、四明狂客と号して自適の生活に入り86歳で歿した。

## 飲中八仙の筆頭
賀知章は詩人として知られるが、狂草で有名な張旭と交わり、草書を得意とした。酒を好み、酒席で感興の趣くままに詩文をつくり、紙のあるに任せて大書したところから、杜甫の詩『飲中八仙歌』では八仙の筆頭にあげられている。

## 書家として
現存する書蹟に以下のものがある。
- 『孝経』

孝経の全文を草書で書いたもので、賀知章の署名はないが、末尾に「建隆二年（961年）冬重粘表賀監墨蹟」と小楷で書かれていて、古来賀知章の真蹟と伝えられる。江戸時代中期に日本に舶載され、近衛家熙の収蔵するところとなり、久しく近衛家にあったが、明治のはじめに皇室に献納されて御物となった（現在は三の丸尚蔵館蔵）。書風は王羲之風の重量感があり、切れ味も鋭い。概して用筆勁利、しかも秀麗洒脱である。
- 『隔日不面帖』
- 『東陽帖』
- 『敬和帖』

## 詩人として
詩人としても一流で、李白と交友があった。代表的な詩には以下のものがある。
- 『回郷偶書』（七言絶句）

少小離家老大回
郷音無改鬢毛衰
児童相見不相識
笑問客従何処来
- 『詠柳』（七言絶句）

碧玉妝成一樹高
萬條垂下緑絲條
不知細葉誰裁出
二月春風似剪刀
- 『題袁氏別業』（五言絶句）

主人不相識
偶坐為林泉
莫謾愁沽酒
嚢中自有銭